# Gerard Sithunywa Ndlovu
Gerard Sithunywa Ndlovu (* 11. März 1939 in Gobamahlambu; † 13. März 2013 in Umzimkulu) war Bischof von Umzimkulu.

## Leben
Gerard Sithunywa Ndlovu empfing am 4. Juli 1970 die Priesterweihe. Papst Johannes Paul II. ernannte ihn am 22. Dezember 1986 zum Bischof von Umzimkulu.
Der Bischof von Lydenburg-Witbank, Mogale Paul Nkhumishe, spendete ihm am 25. April des nächsten Jahres die Bischofsweihe; Mitkonsekratoren waren Denis Eugene Hurley OMI, Erzbischof von Durban, und Wilfrid Fox Napier OFM, Bischof von Kokstad.
Am 22. August 1994 nahm Papst Johannes Paul II. seinen Rücktritt aus gesundheitlichen Gründen an.